# Prostomis pacifica
Prostomis pacifica es una especie de coleóptero de la familia Prostomidae.

## Distribución geográfica
Habita en Fiyi.